# Heinrich Ewald
Georg Heinrich August Ewald (16 de novembro de 1803 — 4 de maio de 1875) foi um orientalista e teólogo alemão.

## Biografia
Ewald nasceu em Göttingen, onde seu pai era um tecelão de linho. Em 1815 foi enviado ao ginásio e em 1820 ingressou na Universidade de Göttingen, onde estudou com Johann Gottfried Eichhorn e Thomas Christian Tychsen, especializado em línguas orientais. Ao término de seus estudos acadêmicos em 1823, foi nomeado para dar aulas no ginásio em Wolfenbüttel e realizou um estudo dos manuscritos orientais na biblioteca de Wolfenbüttel. Mas na primavera de 1824 foi chamado a Göttingen como tutor e, em 1827 (o ano da morte de Eichhorn) tornou-se professor de filosofia e de exégesis do Antigo Testamento. Ewald Heinrich casou em 1830 com Guilhermina (1808-1846), filha de Carl Friedrich Gauss. Ewald Heinrich em 1831 foi elevado a professor de filosofia ordinária; em 1833 tornou-se membro da Royal Scientific Society, e em 1835, depois da morte de Tychsen, entrou na faculdade de teologia, tendo a presidência de línguas orientais.
Em 1837, em 18 de novembro, junto com seis de seus colegas assinou um protesto formal contra a ação do Rei Ernesto Augusto I de Hanôver na abolição da Constituição liberal de 1833, que tinha sido concedido pela Casa de Hanôver por seu predecessor Guilherme IV. Este audaz procedimento dos sete professores conduziram a sua rápida expulsão da universidade (14 de dezembro). Ewald a princípios de 1838 recebeu uma chamada de Universidade de Tubingën e por mais de dez anos ocupou uma cátedra como professor ordinário, primeiro em filosofia e, posteriormente, a partir de 1841, em teologia. A este período pertencem algumas de suas obras mais importantes, e também o começo de sua amarga luta contra F. C. Baur e a escola de Tubingën. Em 1847, foi convidado de novo a Göttingen em termos honoráveis - a constituição liberal foi restaurada. Ele aceitou o convite de bom grado.
Em 1862-1863 participou ativamente no movimento de reforma dentro da Igreja Hanoveriana, e foi membro do sínodo que aprovou a nova constituição. Tinha uma parte importante na formação da Protestantenverein, associação protestante, em setembro de 1863. Mas o auge da crise em sua vida surgiu da Guerra Austro-prussiana de 1866. Sua lealdade ao rei Jorge V de Hanôver não lhe permite tomar o juramento de fidelidade ao rei vitorioso Guilherme I da Prússia, e portanto, foi colocado na lista de jubilados.
Este grau de gravidade talvez levou a cabo pelas autoridades da Prússia a ser desnecessário, Ewald tinha sido menos hostil no seu idioma. O tom violento de alguns de seus manifestos impressos acerca deste tempo, sobretudo de seu vestíbulo de Königs u. des Volkes, levou a sua privação da venia legendi (1868) e a um processo penal, que, entretanto, resultou na sua absolvição (maio de 1869). Então, e em duas ocasiões posteriores, foi devolvido pela cidade de Hanôver como um membro do parlamento alemão. Em junho de 1874 foi declarado culpado de difamação a Otto von Bismarck, a quem havia comparado com Frederico, o Grande em sua guerra com a Áustria "injustos e sua destruição da religião e a moralidade", a Napoleão III em sau forma de "recolher o melhor momento possível para o roubo e saque". Por este delito foi condenado a três semanas de prisão. Morreu aos 72 anos, de enfermidades do coração. Está sepultado no Bartholomäusfriedhof em Göttingen.

## Obra
- Die Composition der Genesis kritisch untersucht (1823), aguda e hábil crítica ao uso dos dois nomes de Deus sem recursar a hipótese documentária
- De metris carminum Arabicorum (I825)
- Des Hohelied Salomo?s übersetzt u. erklärt (1826; 3ª ed. 1866)
- Kritische Grammatik der hebr. Sprache (1827)--que seria depois Ausführliches Lehrbuch der hebr. Sprache (8ª ed. 1870)
- Hebr. Sprachlehre für Anfänger (4ª ed. 1874)
- Über einige ältere Sanskritmetra. Ein Versuch (1827)
- Liber Vakedu de Mesopotamiae expugnatae historia (1827)
- Commentarius in Apocalypsin Johannis (1828)
- Abhandlungen zur biblischen u. orientalischen Literatur (1832)
- Grammatica critica linguae Arabicae (1831-1833)
- Die poetischen Bücher des alten Bundes (1835-1837, 3ª ed. 1866- 1867)
- Plan dieser Zeitschrift. In: Zeitschrift für die Kunde des Morgenlandes 1 (1837), pp. 3-13
- Die Propheten des alten Bundes (1840-1841, 2ª ed. 1867-1868)
- Geschichte des Volkes Israel (1843-1859, 3ª ed. 1864-1868)
- Alterthümer Israels (1848)
- Die drei ersten Evangelien übersetzt u. erklärt (1850)
- Über das äthiopische Buch Henoch (1854)
- Die Sendschreiben des Apostels Paulus übersetzt u. erklärt (1857)
- Die Johanneischen Schriften übersetzt u. erklärt (1861-1862)
- Über des vierte Esrabuch (1863)
- Sieben Sendschreiben des neuen Bundes (1870)
- Das Sendschreiben an die Hebräer u. Jakobos' Rundschreiben (1870)
- Die Lehre der Bibel von Gott, oder Theologie des alten u. neuen Bundes (1871-1875).
- Commentary on the book of Job. (translated from German by J. Frederick Smith) (1882) ISBN 0-8370-3085-4
- Jahrbücher der biblischen Wissenschaft (1849-1865) foi editado e em muitas partes escrito por ele. Foi chefe promotor do Zeitschrift für die Kunde des Morgenlandes, iniciado em 1837; frequentemente contribuía em vários assuntos com a Götting gelehrte Anzeigen.  Também foi autor de muitos panfletos.